# Habronattus
Habronattus F. O. P.-Cambridge, 1901 è un genere di ragni appartenente alla famiglia Salticidae.

## Distribuzione
Le 97 specie oggi note di questo genere sono localizzate in America settentrionale e centrale.

## Tassonomia

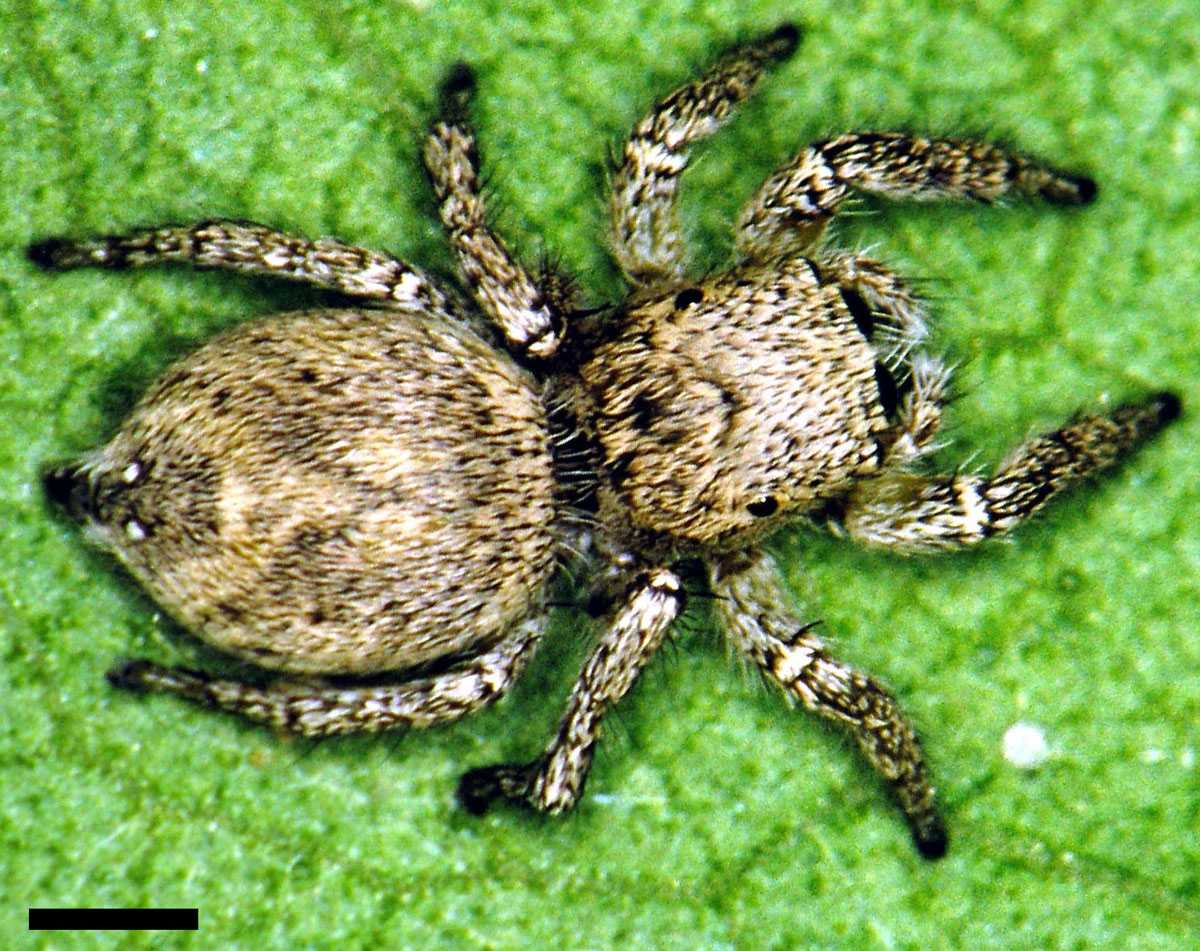
Habronattus calcaratus, femmina

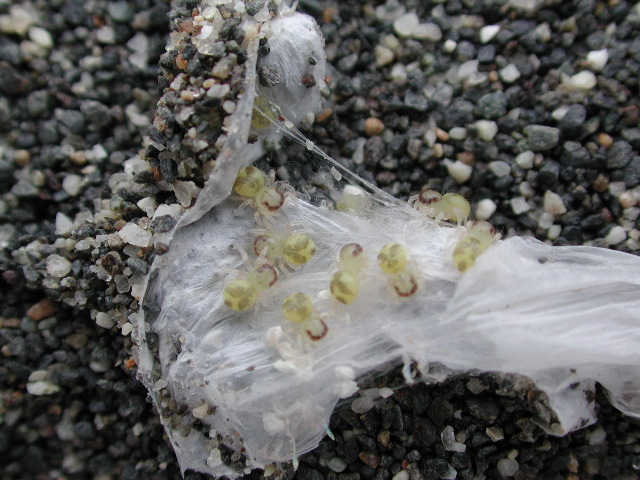
Habronattus amicus, appena nati

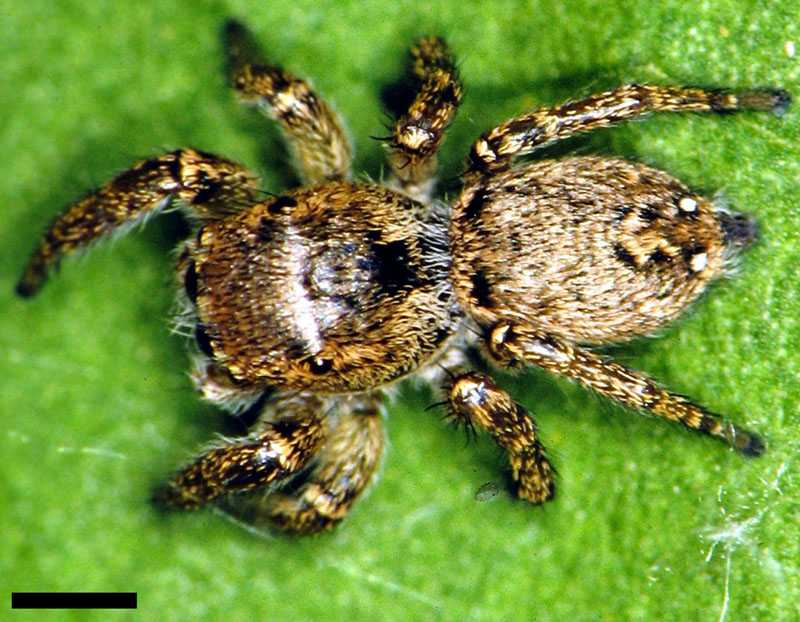
Habronattus brunneus, femmina

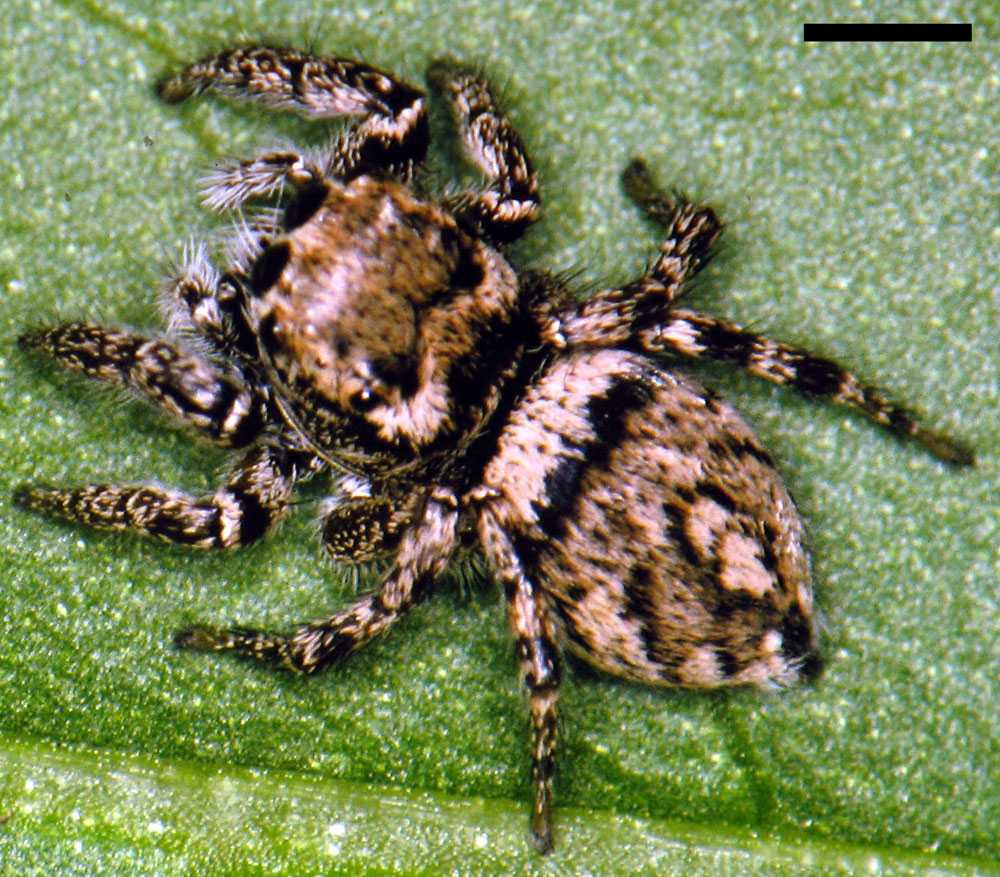
Habronattus carolinensis, femmina

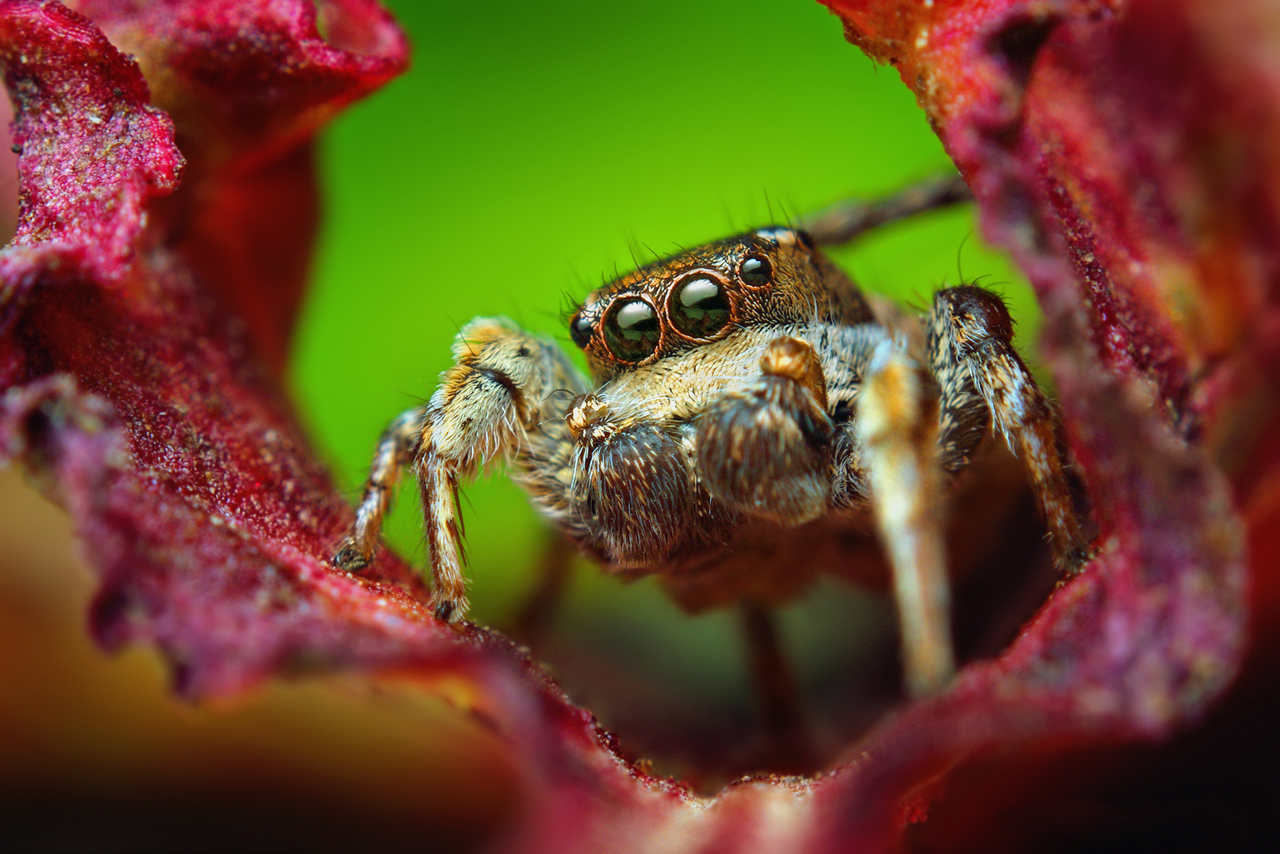
Habronattus cognatus, maschio

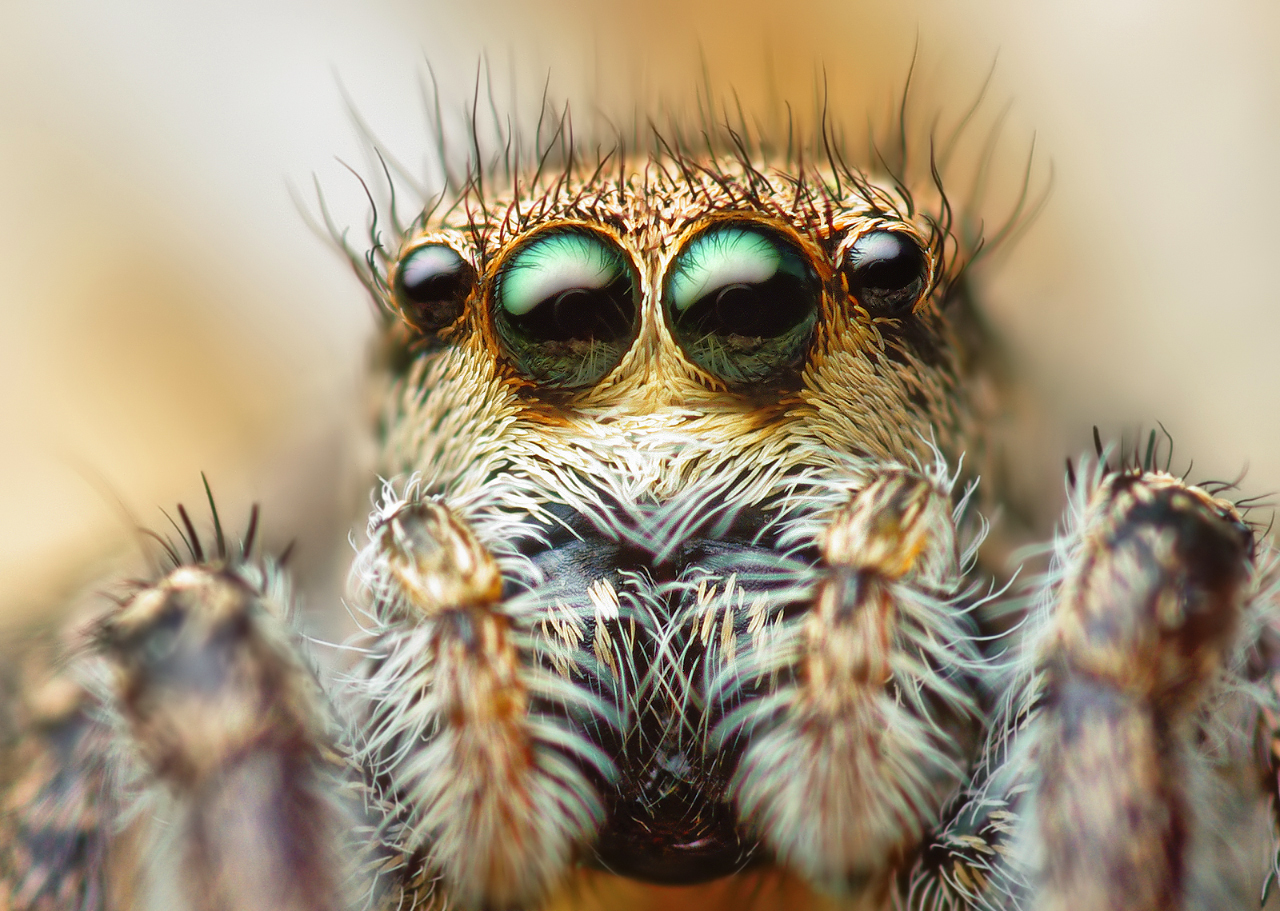
Habronattus coecatus, femmina

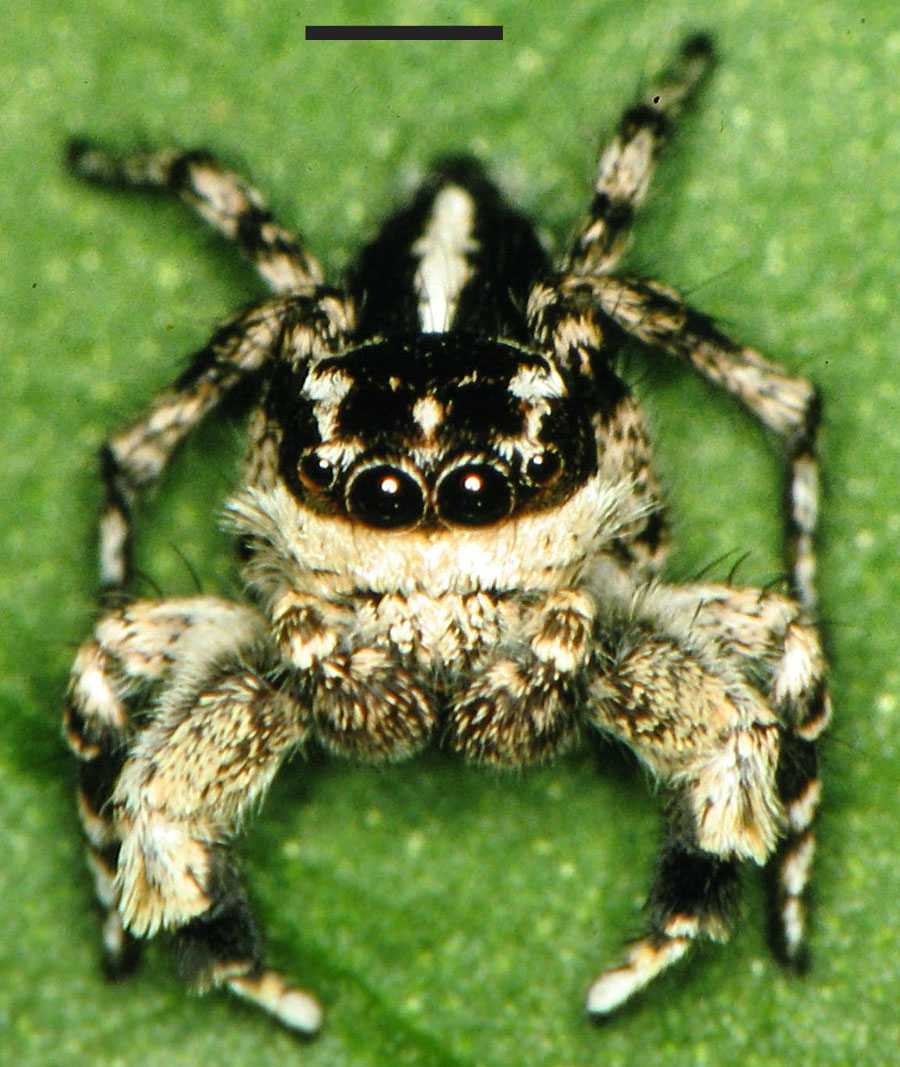
Habronattus georgiensis, maschio

Elevato dal rango di sottogenere di Pellenes Simon, 1876 da uno studio dell'aracnologo Griswold del 1987.
A dicembre 2010, si compone di 97 specie e due sottospecie:
1. Habronattus abditus Griswold, 1987 — Messico
2. Habronattus agilis (Banks, 1893) — USA
3. Habronattus alachua Griswold, 1987 — USA
4. Habronattus altanus (Gertsch, 1934) — America settentrionale
5. Habronattus americanus (Keyserling, 1885) — USA, Canada
6. Habronattus amicus (Peckham & Peckham, 1909) — USA
7. Habronattus ammophilus (Chamberlin, 1924) — Messico
8. Habronattus anepsius (Chamberlin, 1924) — USA, Messico
9. Habronattus aztecanus (Banks, 1898) — Messico
10. Habronattus ballatoris Griswold, 1987 — USA
11. Habronattus banksi (Peckham & Peckham, 1901) — dal Messico a Panama, Giamaica
12. Habronattus borealis (Banks, 1895) — USA, Canada
13. Habronattus brunneus (Peckham & Peckham, 1901) — USA, Indie Occidentali
14. Habronattus bulbipes (Chamberlin & Ivie, 1941) — USA
15. Habronattus calcaratus (Banks, 1904) — USA
  - Habronattus calcaratus agricola Griswold, 1987 — USA
  - Habronattus calcaratus maddisoni Griswold, 1987 — USA, Canada
16. Habronattus californicus (Banks, 1904) — USA
17. Habronattus cambridgei Bryant, 1948 — dal Messico al Guatemala
18. Habronattus captiosus (Gertsch, 1934) — USA, Canada
19. Habronattus carolinensis (Peckham & Peckham, 1901) — USA
20. Habronattus carpus Griswold, 1987 — Messico
21. Habronattus ciboneyanus Griswold, 1987 — Cuba, Giamaica
22. Habronattus clypeatus (Banks, 1895) — USA, Messico
23. Habronattus cockerelli (Banks, 1901) — USA
24. Habronattus coecatus (Hentz, 1846) — USA, Messico, Arcipelago delle Bermuda
25. Habronattus cognatus (Peckham & Peckham, 1901) — America settentrionale
26. Habronattus conjunctus (Banks, 1898) — USA, Messico
27. Habronattus contingens (Chamberlin, 1925) — Messico
28. Habronattus cuspidatus Griswold, 1987 — USA, Canada
29. Habronattus decorus (Blackwall, 1846) — USA, Canada
30. Habronattus delectus (Peckham & Peckham, 1909) — USA
31. Habronattus divaricatus (Banks, 1898) — Messico
32. Habronattus dorotheae (Gertsch & Mulaik, 1936) — USA, Messico
33. Habronattus dossenus Griswold, 1987 — Messico
34. Habronattus elegans (Peckham & Peckham, 1901) — USA, Messico
35. Habronattus encantadas Griswold, 1987 — Isole Galapagos
36. Habronattus ensenadae (Petrunkevitch, 1930) — Porto Rico
37. Habronattus facetus (Petrunkevitch, 1930) — Porto Rico
38. Habronattus fallax (Peckham & Peckham, 1909) — USA, Messico
39. Habronattus festus (Peckham & Peckham, 1901) — USA
40. Habronattus formosus (Banks, 1906) — USA
41. Habronattus forticulus (Gertsch & Mulaik, 1936) — USA, Messico
42. Habronattus georgiensis Chamberlin & Ivie, 1944 — USA
43. Habronattus geronimoi Griswold, 1987 — USA, Messico, Nicaragua
44. Habronattus gigas Griswold, 1987 — Messico
45. Habronattus hallani (Richman, 1973) — USA, Messico
46. Habronattus hirsutus (Peckham & Peckham, 1888) — America settentrionale
47. Habronattus huastecanus Griswold, 1987 — Messico
48. Habronattus icenoglei (Griswold, 1979) — USA, Messico
49. Habronattus iviei Griswold, 1987 — Messico
50. Habronattus jucundus (Peckham & Peckham, 1909) — USA, Canada
51. Habronattus kawini (Griswold, 1979) — USA, Messico
52. Habronattus klauseri (Peckham & Peckham, 1901) — USA, Messico
53. Habronattus kubai (Griswold, 1979) — USA
54. Habronattus leuceres (Chamberlin, 1925) — USA
55. Habronattus mataxus Griswold, 1987 — USA, Messico
56. Habronattus mexicanus (Peckham & Peckham, 1896)[2] — dagli USA a Panama, Caraibi
57. Habronattus moratus (Gertsch & Mulaik, 1936) — USA, Messico
58. Habronattus mustaciatus (Chamberlin & Ivie, 1941) — USA
59. Habronattus nahuatlanus Griswold, 1987 — Messico
60. Habronattus nemoralis (Peckham & Peckham, 1901) — USA
61. Habronattus neomexicanus (Chamberlin, 1925) — USA
62. Habronattus nesiotus Griswold, 1987 — Arcipelago delle Bermuda
63. Habronattus notialis Griswold, 1987 — USA
64. Habronattus ocala Griswold, 1987 — USA
65. Habronattus ophrys Griswold, 1987 — USA
66. Habronattus orbus Griswold, 1987 — USA
67. Habronattus oregonensis (Peckham & Peckham, 1888) — USA, Canada
68. Habronattus paratus (Peckham & Peckham, 1896) — America centrale
69. Habronattus peckhami (Banks, 1921) — USA
70. Habronattus pochtecanus Griswold, 1987 — Messico
71. Habronattus pretiosus Bryant, 1947 — Porto Rico, Isole Vergini
72. Habronattus pugillis Griswold, 1987 — Messico
73. Habronattus pyrrithrix (Chamberlin, 1924) — USA, Messico
74. Habronattus renidens Griswold, 1987 — Messico
75. Habronattus rufescens (Berland, 1934) — Isole Marchesi
76. Habronattus sabulosus (Peckham & Peckham, 1901) — USA
77. Habronattus sansoni (Emerton, 1915) — USA, Canada
78. Habronattus schlingeri (Griswold, 1979) — USA, Messico
79. Habronattus signatus (Banks, 1900) — USA, Messico
80. Habronattus simplex (Peckham & Peckham, 1901) — Messico
81. Habronattus sugillatus Griswold, 1987 — USA, Messico
82. Habronattus superciliosus (Peckham & Peckham, 1901) — USA
83. Habronattus tarascanus Griswold, 1987 — Messico
84. Habronattus tarsalis (Banks, 1904) — USA, Hawaii
85. Habronattus texanus (Chamberlin, 1924) — USA, Messico
86. Habronattus tlaxcalanus Griswold, 1987 — Messico
87. Habronattus tranquillus (Peckham & Peckham, 1901) — USA, Messico
88. Habronattus trimaculatus Bryant, 1945 — USA
89. Habronattus tuberculatus (Gertsch & Mulaik, 1936) — USA
90. Habronattus ustulatus (Griswold, 1979) — USA, Messico
91. Habronattus velivolus Griswold, 1987 — Messico
92. Habronattus venatoris Griswold, 1987 — USA
93. Habronattus virgulatus Griswold, 1987 — USA, Messico
94. Habronattus viridipes (Hentz, 1846) — USA, Canada
95. Habronattus waughi (Emerton, 1926) — Canada
96. Habronattus zapotecanus Griswold, 1987 — Messico
97. Habronattus zebraneus F. O. P.-Cambridge, 1901 — Messico